# Ombline de La Villéon
Ombline de La Villéon est un écrivain français.

## Œuvres
- Sylvie et le bonheur, 1957
- La Congrégation des Petites sœurs des pauvres (préface de Geneviève Duhamelet), 1956
- Croisière d'espérance, 1955
- La Tour du bonheur, 1953
- Claudie et son aviateur, 1953
- L'énigme de la rivière, 1952
- Mystérieux destin, roman, 1950
- Le secret de son cœur, 1950
- Saint François d'Assise, chevalier de la joie parfaite, 1949
- Notre sainte Bernadette, 1949
- Sainte Solange, protectrice du Berry, 1948
- Saint Augustin, 1947
- La bienheureuse Marguerite de Lorraine, Paris, Maison de la Bonne presse, 1943. Prix Ferrières 1945 de l’Académie française.
- Jeanne Jugan, fondatrice des Petites Sœurs des pauvres, Paris, Maison de la Bonne presse, 1939. Prix Montyon 1941 de l’Académie française.